# Рокбридж (округ)
Округ Рокбридж (англ. Rockbridge County) располагается в США, в штате Виргиния. По состоянию на 2010 год, численность населения составляла 22 307 человек.

## География
По данным Бюро переписи США, общая площадь округа равняется 1557 км², из которых 1549 км² составляет суша и 9 км² или 0,6 % — водоёмы.

### Соседние округа
- Бат (Виргиния) — северо-запад
- Огаста (Виргиния) — северо-восток
- Нельсон (Виргиния) — восток
- Амхерст (Виргиния) — юго-восток
- Бедфорд (Виргиния) — юг
- Ботеторт (Виргиния) — юго-запад
- Аллегейни (Виргиния) — запад
- независимый город Лексингтон (Виргиния) — центр
- независимый город Бьюна-Виста (Виргиния) — к востоку от центра

## Демография
По данным переписи населения 2000 года в округе проживает 20 808 жителей в составе 8 486 домашних хозяйств и 6 075 семей. Плотность населения составляет 13 человек на км². На территории округа насчитывается 9 550 жилых строений, при плотности застройки 6 строений на км². Расовый состав населения: белые — 95,42 %, афроамериканцы — 2,97 %, коренные американцы (индейцы) — 0,26 %, азиаты — 0,44 %, представители других рас — 0,12 %, представители двух или более рас — 0,78 %. Испаноязычные составляли 0,58 % населения.
В составе 29,20 % из общего числа домашних хозяйств проживают дети в возрасте до 18 лет, 57,50 % домашних хозяйств представляют собой супружеские пары проживающие вместе, 9,50 % домашних хозяйств представляют собой одиноких женщин без супруга, 28,40 % домашних хозяйств не имеют отношения к семьям, 23,90 % домашних хозяйств состоят из одного человека, 9,90 % домашних хозяйств состоят из престарелых (65 лет и старше), проживающих в одиночестве. Средний размер домашнего хозяйства составляет 2,43 человека, и средний размер семьи 2,84 человека.
Возрастной состав округа: 22,20 % моложе 18 лет, 7,90 % от 18 до 24, 27,20 % от 25 до 44, 27,10 % от 45 до 64 и 15,70 % от 65 и старше. Средний возраст жителя округа 40 лет. На каждые 100 женщин приходится 100,40 мужчин. На каждые 100 женщин старше 18 лет приходится 98,00 мужчин.
Средний доход на домохозяйство в округе составлял 36 035 USD, на семью — 41 324 USD. Среднестатистический заработок мужчины был 28 217 USD против 19 946 USD для женщины. Доход на душу населения был 18 356 USD. Около 6,60 % семей и 9,60 % общего населения находились ниже черты бедности, в том числе — 9,40 % молодежи (тех, кому ещё не исполнилось 18 лет) и 9,60 % тех, кому было уже больше 65 лет.